# CABB
Die CABB Group GmbH (ehemals Clariant Acetyl Building Blocks, kurz CABB) ist ein internationales Unternehmen (CDMO) mit Hauptsitz in Sulzbach am Taunus. Es wurde 2003 gegründet und hat seinen Ursprung in Geschäften von Clariant und Hoechst. Nach mehreren Eigentümerwechseln gehört das Unternehmen seit 2014 zu Permira. Die CABB Group ist auf Feinchemikalien für die agrochemische Industrie spezialisiert und stellt hochspezialisierte Inhaltsstoffe für Kunden aus der Life-Science-Branche her. Das Unternehmen ist einer der größten Produzenten von Monochloressigsäure.

## Geschichte

### Ausgliederung und Verkauf
2003 gründete der Schweizer Chemiekonzern Clariant eine neue Firma für sein Geschäft mit organischen Produkten auf der Basis von Chlor und Essigsäure. Unter dem Dach von Clariant Acetyl Building Blocks (kurz CABB) wurden große Teile des Geschäfts von Clariant in Deutschland einschließlich der ehemaligen Hoechst-Werke in Gersthofen und Knapsack reorganisiert. 2004 erwirtschaftete CABB mit rund 300 Mitarbeitern einen Umsatz von mehr als 114 Millionen Euro. 2004 stellte Clariant seine Tochtergesellschaft zum Verkauf, entgegen früheren Ankündigungen. Ziel war es, Schulden abzubauen.
2005 übernahm zunächst ein niederländischer Private-Equity-Fonds von Gilde Investment Management das Unternehmen. 2006 wurde es an eine Beteiligungsgesellschaft des Versicherungskonzerns AXA weiterveräußert. 2011 erhielt CABB mit dem britischen Finanzinvestor Bridgepoint einen neuen Eigentümer, der das Unternehmen im Jahr 2014 schließlich an die britische Beteiligungsgesellschaft Permira verkaufte. Diese strebt nach Medienberichten einen Börsengang oder Verkauf an.

### Internationale Expansion
Seit 2006 ist CABB vor allem international gewachsen. 2007 wurde zunächst die SF-Chem (ehemals Säurefabrik Schweizerhall) aus dem Schweizer Pratteln erworben. 2011 kaufte CABB das finnische Chemieunternehmen Kemfine. 2013 stieg man mit der Gründung eines Joint Venture in den chinesischen Markt ein. 2018 wurde Jayhawk Fine Chemicals aus den Vereinigten Staaten erworben, eine ehemalige Tochtergesellschaft des deutschen Evonik-Konzerns. Von 2008 bis 2011 hielt CABB zudem eine Beteiligung an Karnavati Rasayan aus Indien.

## Unternehmensstruktur

### Eigentümerstruktur
CABB firmiert als deutsche Gesellschaft mit beschränkter Haftung (GmbH). Als Dachgesellschaft des Konzerns fungiert eine Aktiengesellschaft luxemburgischen Rechts, die über Zwischengesellschaften im Wesentlichen von Permira Funds kontrolliert wird.

### Management
Die Geschäftsführung des Unternehmens und seiner Tochtergesellschaften haben Thomas H. Ahrens (CEO) und Marcus Mayer (CFO) übernommen. Dazu kommt Tobias Schalow (COO). Diese drei Personen bilden das Executive Committee.

### Standorte
In Deutschland verfügt CABB über zwei Entwicklungs- und Produktionsstätten in Knappsack und Gersthofen. In den Standorten in Pratteln (Schweiz), Kokkola (Finnland) und Galena (Vereinigte Staaten) werden vor allem kundenspezifische Wirkstoffe hergestellt. In Asien betreibt das Unternehmen in Kooperation mit Shandong Lutai Chemical ein Werk in Jining (China).

## Geschäftstätigkeit

### Vor- und Zwischenprodukte
CABB ist auf komplexe, mehrstufige chemische Synthesen spezialisiert. Das Unternehmen stellt Vor- und Zwischenprodukte sowie kundenspezifische Wirkstoffe insbesondere für die agrochemische Industrie her. Das Unternehmen profitiert vom Trend zum Outsourcing: In den letzten Jahren haben viele große Chemiekonzerne ihre Anlagenintensität reduziert, um Kosten zu sparen und die Komplexität zu reduzieren. CABB ersetzt entsprechende Prozesse und fungiert vielfach als strategischer Lieferant.

### Monochloressigsäure
CABB beliefert außerdem die chemische Industrie mit Monochloressigsäure und Acetylderivaten. Diese werden beispielsweise in Flüssigseife, Soßenbinder, Pudding und Zahnpasta verwendet. Das Unternehmen produziert Monochloressigsäure in verschiedenen Reinheitsgraden und Transportformen, darunter Flocken und Lösungen. Es verwendet die Hydrierungstechnologie, die erhebliche Vorteile im Vergleich zur alternativen Kristallisationstechnologie bietet.

## Kritik

### Sicherheitskultur in Pratteln
2014 kam es zu einem Unfall am Produktionsstandort Pratteln, infolgedessen ein Mitarbeiter verstarb. In den folgenden Jahren gab es weitere Störfälle, bei denen unter anderem rauchende Schwefelsäure austrat. Der Umgang mit den Ereignissen rief harsche Kritik hervor, auch an den Behörden. Als Reaktion erarbeitete CABB ein neues Sicherheitskonzept und investierte einen dreistelligen Millionenbetrag in die Produktionsanlagen, um deren Sicherheit, Stabilität und Verlässlichkeit zu gewährleisten.

### Produktionsverfahren
In der Schweiz nutzte CABB als letztes Chemieunternehmen das Amalgamverfahren, um Chlor und Natron aus Kochsalz zu gewinnen. Hierbei wird Quecksilber verwendet, das in die Umwelt freigesetzt werden kann. 2013 führte das zu einer Kontroverse zwischen den Baselbieter Grünen und der Wirtschaftskammer. Letztlich wurde das Amalgamverfahren gesetzlich verboten. CABB nahm daraufhin 2016 eine neue Produktionsanlage in Betrieb, die Elektrolyse ohne Quecksilber ermöglicht. CABB ist heute (Stand: Juni 2022) der einzige Produzent von Natronlauge und Bleichmittel in der Schweiz.